# ژوپلی
ژوپلی (انگلیسی: Yoplait) شرکت صنایع غذایی فرانسوی است، که در سال ۱۹۶۵ تأسیس شد و هم‌اکنون زیرمجموعه‌ای از شرکت جنرال میلز می‌باشد.